# サトシ・カナザワ
サトシ・カナザワ（Satoshi Kanazawa、 1962年11月16日 - ）は、イギリスの進化心理学者である。ロンドン・スクール・オブ・エコノミクス（LSE）準教授、ロンドン大学バーベック校名誉フェロー。

## 経歴
ワシントン大学社会学部を卒業後、アリゾナ大学で社会学博士号を取得。2003年よりLSEに勤務。学術誌『Evolutionary Psychology』『Managerial and Decision Economics』などの編集委員を務める。

## 研究内容・業績
近年は、知能と人間行動の関係を研究テーマとする。統計分析にもとづき、知能とは何かを、科学的に解き明かしている。たとえば、知能指数と政治的信条には関係があり（リベラル派の方がＩＱが高い）、知能指数が高い人はクラシック音楽を好む傾向にあるという。
カナザワ理論の基本は、「サバンナ原則」である。人間の脳は、はるか昔アフリカのサバンナで暮らしていた頃から基本的に変わっておらず、現在でも、サバンナになかったものはうまく認識できないという。現代人の、テレビやポルノへの反応にも、この原則が当てはまる。テレビについては、画面に映っている映像がつくりものに過ぎないことが、われわれにはわからない。サバンナにはテレビなどなかったからである。この原則を知能にあてはめたものが、「サバンナーIQ相互作用説」である。それによれば、大昔の祖先の環境（サバンナ）に存在しなかったものをどれだけ理解できるかで、知能の高低を説明することができる。
音楽を例に挙げれば、楽器の演奏（とくにクラシック）に惹かれる人は、知能が高い傾向にある。サバンナには楽器などなかったからである。音楽の起源は「歌」（声を出すこと）だったと考えられている。
また書かれた文章、活字に惹かれる人も同様である。そのほか、さまざまなことが、この説によって説明されるという。

### 科学原理主義と社会的反発
カナザワは科学原理主義を唱え、「真実が人々を不快にさせるとしても、それを述べるのが科学者の務めだ」と述べている。科学的な真実を追い求めるカナザワの姿勢は、旧来の社会モラルと衝突し、ときに反発にあう。
2011年には、Psychology Today誌ウェブ版に「黒人女性は身体的魅力に劣る」というタイトルの記事を発表。あくまで統計分析にもとづく科学研究であったが、人種差別だという批判が巻き起こった。カナザワは騒ぎの責任を問われ、所属先のLSEから、査読なし記事の発表を1年間禁止する処分を受けている。

## 著書
- 『女が男を厳しく選ぶ理由(わけ) 』（共著、伊藤和子訳、2007年、 阪急コミュニケーションズ）
  - (改題)『進化心理学から考えるホモサピエンス』パンローリング、2019年
- 『知能のパラドックス』（金井啓太訳、2015年、PHP研究所）